# Fotbalistul bulgar al anului

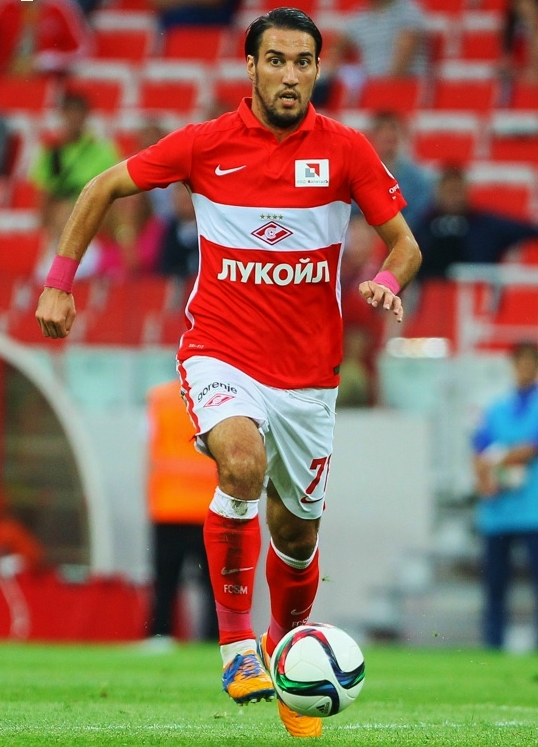
Ivelin Popov este fotbalistul anului bulgar în 2015 și 2016

Premiul Fotbalistul bulgar al anului (bulgară Футболист №1 на България) este acordat în fiecare an celui mai bun fotbalist bulgar. Este acordat în fiecare an din 1961, iar câștigătorul este ales de jurnaliști din media bulgară.

## Fotbalistul bulgar al anului
| Anual | Fotbalist                                                | Poziție                             | Club                                               |
| ----- | -------------------------------------------------------- | ----------------------------------- | -------------------------------------------------- |
| 1961  | Georgi Naydenov                                          | portar                              | ȚSKA Sofia                                         |
| 1962  | Ivan Kolev                                               | fundaș                              | ȚSKA Sofia                                         |
| 1963  | Aleksandar Shalamanov                                    | fundaș                              | Slavia Sofia                                       |
| 1964  | Nikola Kotkov                                            | atacant                             | Lokomotiv Sofia                                    |
| 1965  | Georgi Asparuhov                                         | atacant                             | Levski Sofia                                       |
| 1966  | Aleksandar Shalamanov                                    | fundaș                              | Slavia Sofia                                       |
| 1967  | Dimitar Penev                                            | fundaș                              | ȚSKA Sofia                                         |
| 1968  | Simeon Simeonov                                          | portar                              | Slavia Sofia                                       |
| 1969  | Hristo Bonev                                             | atacant                             | Lokomotiv Plovdiv                                  |
| 1970  | Stefan Aladzhov                                          | fundaș                              | Levski Sofia                                       |
| 1971  | Dimitar Penev                                            | fundaș                              | ȚSKA Sofia                                         |
| 1972  | Hristo Bonev                                             | atacant                             | Lokomotiv Plovdiv                                  |
| 1973  | Hristo Bonev                                             | atacant                             | Lokomotiv Plovdiv                                  |
| 1974  | Kiril Ivkov                                              | fundaș                              | Levski Sofia                                       |
| 1975  | Kiril Ivkov                                              | fundaș                              | Levski Sofia                                       |
| 1976  | Bozhidar Grigorov                                        | atacant                             | Slavia Sofia                                       |
| 1977  | Pavel Panov                                              | mijlocaș/atacant                    | Levski Sofia                                       |
| 1978  | Rumen Goranov                                            | portar                              | Lokomotiv Sofia                                    |
| 1979  | Atanas Mihaylov                                          | atacant                             | Lokomotiv Sofia                                    |
| 1980  | Andrey Zhelyazkov                                        | atacant                             | Slavia Sofia                                       |
| 1981  | Georgi Velinov                                           | goalkeeper                          | ȚSKA Sofia                                         |
| 1982  | Radoslav Zdravkov                                        | fundaș                              | ȚSKA Sofia                                         |
| 1983  | Stoycho Mladenov                                         | mijlocaș/atacant                    | ȚSKA Sofia                                         |
| 1984  | Plamen Nikolov                                           | fundaș                              | Levski Sofia                                       |
| 1985  | Gheorghi Dimitrov                                        | fundaș                              | ȚSKA Sofia                                         |
| 1986  | Borislav Mihaylov                                        | goalkeeper                          | Levski Sofia                                       |
| 1987  | Nikolay Iliev                                            | fundaș                              | Levski Sofia                                       |
| 1988  | Lyuboslav Penev                                          | atacant                             | ȚSKA Sofia                                         |
| 1989  | Hristo Stoichkov                                         | mijlocaș/atacant                    | ȚSKA Sofia                                         |
| 1990  | Hristo Stoichkov                                         | mijlocaș/atacant                    | Barcelona                                          |
| 1991  | Hristo Stoichkov                                         | mijlocaș/atacant                    | Barcelona                                          |
| 1992  | Hristo Stoichkov                                         | mijlocaș/atacant                    | Barcelona                                          |
| 1993  | Emil Kostadinov                                          | atacant                             | Porto                                              |
| 1994  | Hristo Stoichkov                                         | mijlocaș/atacant                    | Barcelona                                          |
| 1995  | Krasimir Balakov                                         | mijlocaș                            | Sporting CP / Stuttgart                            |
| 1996  | Trifon Ivanov                                            | fundaș                              | Rapid Wien                                         |
| 1997  | Krasimir Balakov                                         | mijlocaș                            | Stuttgart                                          |
| 1998  | Ivaylo Yordanov                                          | fundaș/mijlocaș/atacant             | Sporting CP                                        |
| 1999  | Aleksandar Aleksandrov                                   | mijlocaș                            | Levski Sofia                                       |
| 2000  | Georgi Ivanov                                            | atacant                             | Levski Sofia                                       |
| 2001  | Georgi Ivanov                                            | atacant                             | Levski Sofia                                       |
| 2002  | Dimitar Berbatov                                         | atacant                             | Bayer Leverkusen                                   |
| 2003  | Stilian Petrov                                           | mijlocaș                            | Celtic                                             |
| 2004  | Dimitar Berbatov                                         | atacant                             | Bayer Leverkusen                                   |
| 2005  | Dimitar Berbatov                                         | atacant                             | Bayer Leverkusen                                   |
| 2006  | Martin Petrov 2 Dimitar Berbatov 3 Stilian Petrov        | mijlocaș/atacant atacant mijlocaș   | Atlético Madrid Tottenham Hotspur Aston Villa      |
| 2007  | Dimitar Berbatov 2 Martin Petrov 3 Georgi Petkov         | atacant mijlocaș/atacant goalkeeper | Tottenham Hotspur Manchester City Levski Sofia     |
| 2008  | Dimitar Berbatov 2 Georgi Petkov 3 Blagoy Georgiev       | atacant goalkeeper mijlocaș         | Manchester United Levski Sofia Slavia Sofia        |
| 2009  | Dimitar Berbatov 2 Stilian Petrov 3 Blagoy Georgiev      | atacant mijlocaș                    | Manchester United Aston Villa Terek Grozny         |
| 2010  | Dimitar Berbatov 2 Ivelin Popov 3 Nikolay Mihaylov       | atacant portar                      | Manchester United Gaziantepspor Twente             |
| 2011  | Nikolay Mihaylov 2 Stilian Petrov 3 Dimitar Berbatov     | portar mijlocaș atacant             | Twente Aston Villa Manchester United               |
| 2012  | Georgi Milanov 2 Ivan Ivanov 3 Stanislav Manolev         | mijlocaș fundaș                     | Litex Lovech Partizan PSV                          |
| 2013  | Ivan Ivanov 2 Ivelin Popov 3 Svetoslav Dyakov            | fundaș mijlocaș                     | Basel / Partizan Kuban Krasnodar Ludogoreț Razgrad |
| 2014  | Vladislav Stoyanov 2 Svetoslav Dyakov 3 Dimitar Berbatov | portar mijlocaș atacant             | Ludogoreț Razgrad Monaco                           |
| 2015  | Ivelin Popov 2 Ivaylo Chochev 3 Georgi Milanov           | atacant mijlocaș                    | Spartak Moscova Palermo ȚSKA Moscova               |
| 2016  | Ivelin Popov 2 Svetoslav Dyakov 3 Vladislav Stoyanov     | atacant mijlocaș portar             | Spartak Moscova Ludogoreț Razgrad                  |